# سانتا ماريا دي كايون
بلدية سانتا ماريا دي كايون (بالإسبانية: Santa María de Cayón)‏، هي إحدى بلديات منطقة كانتابريا, المصنفة على أنها مقاطعة أيضاً، في شمال إسبانيا.
يبلغ عدد سكانها 6.465 نسمة وفقاً لإحصائية سنة (2002).

## أعلام
- رومان راموس